# Georges Groussard
Georges Groussard (La Chapelle-Janson, 22 maart 1937) is een voormalig Frans wielrenner. Hij was beroepsrenner van 1960 tot 1967.
Groussard reed 7 maal de Ronde van Frankrijk, en droeg in 1964 de gele trui negen dagen achter elkaar. In dat jaar eindigde hij ook vijfde, zijn beste resultaat in deze wedstrijd. Daarnaast won hij een aantal kleinere wedstrijden. Hij is de jongere broer van Joseph Groussard, die ook beroepsrenner was.
Sinds 1995 vindt ter ere van hem in Fougères La Georges Groussard plaats. Dit is een evenement voor wielertoeristen.

## Belangrijke resultaten
1961
2e in Parijs-Nice
3e in Ronde van Luxemburg
1962
1e in Plumeliau
1963
1e in Plumeliau
1964
2e in Franse Nationale kampioenschap op de weg
2e in Preslin
2e  in Sévignac

## Resultaten in voornaamste wedstrijden
| Jaar | Ronde van Italië | Ronde van Frankrijk | Ronde van Spanje |
| ---- | ---------------- | ------------------- | ---------------- |
| 1961 |                  | 30e                 |                  |
| 1962 |                  | 72e                 |                  |
| 1963 |                  | 51e                 |                  |
| 1964 |                  | 5e                  |                  |
| 1965 |                  | opgave              |                  |
| 1966 |                  | 30e                 |                  |
| 1967 |                  | buiten tijd         | opgave           |
| 1969 |                  |                     |                  |
| 1970 |                  |                     |                  |

| Jaar | Milaan-San Remo | Parijs-Roubaix | Parijs-Tours | Bretagne Classic |  | WK op de weg |
| ---- | --------------- | -------------- | ------------ | ---------------- |  | ------------ |
| 1961 |                 |                | 62e          |                  |  |              |
| 1962 |                 | 26e            | 63e          | Zilver           |  |              |
| 1963 |                 |                | 15e          |                  |  |              |
| 1964 | 67e             |                | 37e          |                  |  | 25e          |
| 1965 |                 |                |              |                  |  |              |
| 1966 |                 |                |              |                  |  | 19e          |
| 1967 |                 |                |              |                  |  |              |
| 1969 |                 |                |              | 5e               |  |              |
| 1970 |                 |                |              | 8e               |  |              |